# Paris c'est magique
Singles de Ninho
Goutte d'eau
(2019) La Vie qu'on mène
(2019)
Paris c'est magique est un single du rappeur français Ninho sorti le 21 mars 2019. Il s'agit du deuxième extrait de son album Destin. Le titre est actuellement certifié single de platine.

## Sortie
Le single sort la veille de son album Destin. Il atteint 1 million de vues en moins de dix heures.

## Clip vidéo
Le single est accompagné d'un clip vidéo réalisé par Chris Macari, dans lequel Ninho apparaît dans des scènes mettant en avant la ville de Paris et se passant durant la nuit. Le rappeur est mis en scène dans une voiture de luxe.

## Certification
| Région | Certification | Ventes/Streams |
| ------ | ------------- | -------------- |
| France | Platine       | 30 000 000     |